# Cadlinidae
Die Cadlinidae sind eine Familie der Sternschnecken in der Unterordnung der Nacktkiemer. Es handelt sich um meist mittelgroße, ausschließlich marine gehäuselose Schneckenarten, die Schwämme fressen.

## Merkmale
Die Cadlinidae haben wie andere Sternschnecken meist einen abgeflachten Körper mit einem ovalen Körperumriss. Im Gegensatz zu den meisten der ihnen ähnlichen Chromodorididae trägt der Mantel Tuberkeln (Warzen) und enthält Skleriten. Die beiden am Kopf sitzenden Fühler, die Rhinophoren, sind lamelliert. Die um den After am Rücken angeordneten Kiemen können in Kiemenscheiden zurückgezogen werden. Die Schnecken haben eine Radula mit vielen Zähnen, deren Seitenzähne alle zahlreiche Zähnchen haben. Die Tiere haben einen ausdifferenzierten Magen. Anders als bei den Chromodorididae ist der Penis der Cadlinidae mit Stacheln versehen, und die weiblichen Geschlechtsorgane (Vagina, Bursa und Receptaculum seminis) sind hintereinander angeordnet.
Wie andere Sternschnecken sind die Cadlinidae Zwitter und begatten sich gegenseitig. Sie legen ihre Eier in Eischnüren ab, aus denen zahlreiche Veliger-Larven schlüpfen, die sich von Plankton ernähren und nach einer längeren pelagischen Phase zu kleinen Sternschnecken metamorphosieren.
Die Cadlinidae fressen Schwämme.

## Verbreitung
Die Cadlinidae kommen in allen Weltmeeren vor. In der Nordsee sind sie durch die Glatte Prachtsternschnecke (Cadlina laevis) vertreten.

## Systematik
Rudolph Bergh stellte 1891 neben den Chromodorididae eine eigene Familie Cadlinidae mit der von ihm 1878 beschriebenen Gattung Cadlina auf. Seitdem wird die Verwandtschaft innerhalb der Prachtsternschnecken immer wieder diskutiert, und die Cadlinidae wurden in der Regel zur Familie Chromodorididae gestellt. 2010 stellte Rebecca Fay Johnson nach molekularbiologischen Untersuchungen Cadlina wieder in eine Familie Cadlinidae, diesmal jedoch zusammen mit der Gattung Aldisa. Diese ist hiernach eine von fünf Familien in der Überfamilie Doridoidea. Zur Familie gehören zwei Gattungen:
- Aldisa Bergh, 1878
- Cadlina Bergh, 1878 – Synonyme: Acanthochila Mörch, 1868; Echinochila Mörch, 1869; Inuda Er. Marcus & Ev. Marcus, 1967; Juanella Odhner, 1921